# Pīr Cham
Pīr Cham (persiska: پير چَم, نَرچَم, پَرچَمِ قَديم, پَرچَم) är en ort i Iran.   Den ligger i provinsen Zanjan, i den nordvästra delen av landet, 250 km nordväst om huvudstaden Teheran. Pīr Cham ligger 327 meter över havet och antalet invånare är 152.
Terrängen runt Pīr Cham är varierad. Pīr Cham ligger nere i en dal.Runt Pīr Cham är det ganska glesbefolkat, med 30 invånare per kvadratkilometer. Närmaste större samhälle är Āb Bar, 10,6 km norr om Pīr Cham. Trakten runt Pīr Cham består i huvudsak av gräsmarker.